# Juncus dubius
Juncus dubius är en tågväxtart som beskrevs av Georg George Engelmann. Juncus dubius ingår i släktet tåg, och familjen tågväxter. Inga underarter finns listade i Catalogue of Life.